# 中山大学附属第一医院
中山大学附属第一医院（英語：The First Affiliated Hospital of Sun Yat-sen University），简称中山一院，当地俗称中山医，是一家院本部位于广东省广州市越秀区的三级甲等医院，为华南地区历史最悠久及最知名的综合性医院之一，隶属于中山大学，由中华人民共和国国家卫生健康委员会直管，是全国12家公立医院高质量发展的试点医院之一。
该院创办于清宣统二年（1910年），原名为广东公医医学专门学校附设公医院，之后曾先后易名中山医学院附属第一医院和中山医科大学附属第一医院，2001年中山大学和中山医科大学合并后改为现名。

## 直属院区
中山一院由以下院区组成，另外在中山大学广州校区东校园设立校园门诊部。

### 越秀院区（院本部）、东山院区（妇科、生殖医学中心）
中山大学附属第一医院越秀院区（院本部）位于广州市越秀区农林街道中山二路58号，紧邻中山大学广州校区北校园。2006年7月28日，原“广州市东山区人民医院”整体移交给中山一院经营管理，成为“中山大学附属第一医院东山院区”（位于广州市越秀区农林街道中山二路1号，现为该院的妇科、生殖医学中心的所在地）。

#### 越秀院区大事记
- 2014年8月29日，中山大学附属第一医院越秀院区手术科大楼（现为“柯麟楼[8]（5号楼）”，高95.76米25层[9]）正式开业[10]。
- 2019年9月6日，中山大学附属第一医院越秀院区刘銮雄楼正式开工[11]。
- 2022年8月18日，中山大学附属第一医院越秀院区刘銮雄楼实现主体结构封顶[12]。
- 2023年3月30日，中山大学附属第一医院越秀院区临床研究大楼建设工程取得施工许可证[13]。
- 2025年1月19日，中山大学附属第一医院越秀院区临床研究大楼地下室筏板浇筑完成[14]。
- 2025年3月13日，中山大学附属第一医院越秀院区刘銮雄楼正式开业[15]。

### 黄埔院区（东院）
中山大学附属第一医院黄埔院区（东院）位于广州市黄埔区黄埔街道黄埔东路183号，前身为广州市黄埔区人民医院，1999年由原中山医科大学接管，2001年命名为“中山大学附属第一医院黄埔院区”，2013年10月改为现名。
为配合医院改扩建工程开展，东院区自2024年12月23日起暂停门诊、急诊服务，同月30日起暂停所有医疗服务。

### 南沙院区
中山大学附属第一医院南沙院区位于广州市南沙区横沥镇合兴路8号，开放床位1500张。2017年9月29日，中山一院与南沙区政府签署合作协议，共同建设中山大学附属第一（南沙）医院（中山大学附属第一医院南沙院区），并于2018年7月27日开工，2020年6月实现主体结构封顶，2023年3月29日正式启用。

## 异地院区（代管的医院）

### 惠亚医院
中山大学附属第一医院惠亚医院（惠州市中大惠亚医院），位于广东省惠州市大亚湾区中兴北路186号，由惠州市大亚湾区管委会全资兴建，并由中山大学附属第一医院全权负责经营管理，于2013年11月12日正式营业。

### 贵州医院
中山大学附属第一医院贵州医院位于贵州省贵安新区，为国家区域医疗中心之一。2022年7月14日，贵州省人民政府与中山一院签订协议，依托贵州医科大学附属医院贵安医院建设中山大学附属第一医院贵州医院。

### 广西医院
中山大学附属第一医院广西医院位于广西壮族自治区南宁市青秀区佛子岭路3号， 由广西壮族自治区人民政府与中山一院依托广西壮族自治区人民医院东院合作建设，为国家区域医疗中心项目，于2023年1月7日挂牌运行。